# Vulkanjunco
Vulkanjunco (Junco vulcani) är en fågel i familjen amerikanska sparvar inom ordningen tättingar.

## Utbredning och systematik
Fågeln förekommer i vulkaniska trakter i Costa Rica och västra Panama (Chiriquí). Den behandlas som monotypisk, det vill säga att den inte delas in i några underarter.

## Status
Arten har ett begränsat utbredningsområde och beståndet är relativt litet, uppskattat till mellan 20 000 och 50 000 vuxna individer. Populationsutvecklingen bedöms dock vara stabil. IUCN kategoriserar arten som livskraftig.